# Atari Inc.
Pour un article plus général, voir Atari.
Ne doit pas être confondu avec Atari Inc. (filiale d'Atari SA).
Atari Inc. était une entreprise fondée en 1972 par Nolan Bushnell et Ted Dabney, qui exerçait son activité dans le domaine du jeu vidéo d'arcade, du jeu vidéo sur console et dans le secteur de l'informatique domestique. Atari Inc. est considéré comme les fondateurs de l'industrie vidéoludique en arcade et sur console. L'entreprise est rachetée par Warner Communications en 1976. Atari Inc. disparait en 1984, en conséquence directe du krach du jeu vidéo de 1983 : Warner Communications revend en 1984 la branche informatique et console de jeu à Jack Tramiel qui crée Atari Corporation, et en juillet de la même année, Warner Communications conserve le secteur arcade et créé Atari Games.

## Historique

### Computer Space, Syzygy, puis Atari Inc.
En 1966, Nolan Bushnell découvre Spacewar! à l'université de l'Utah et estime qu'une version avec un monnayeur, un jeu disponible en payant de la même manière que sur un distributeur automatique, a un potentiel commercial. Lui et Ted Dabney fabriquent eux-mêmes un ordinateur custom capable d'afficher un jeu sur une télévision noir et blanc, dans lequel un joueur en mode solo dirige un vaisseau spatial et tire sur deux ovnis qui apparaissent à l'écran. Le jeu placé dans un meuble est appelé par Computer Space, il est produit et commercialisé par l'entreprise Nutting Associates.
Placé sur les marchés habituels de Nutting Associates, Computer Space n'est pas une grande réussite commerciale. Pour Bushnell, le jeu était simplement trop complexe pour le consommateur moyen, qui n'est pas habitué aux nouvelles technologies et ne les maitrise pas. Bushnell se met donc à la recherche de nouvelles idées.

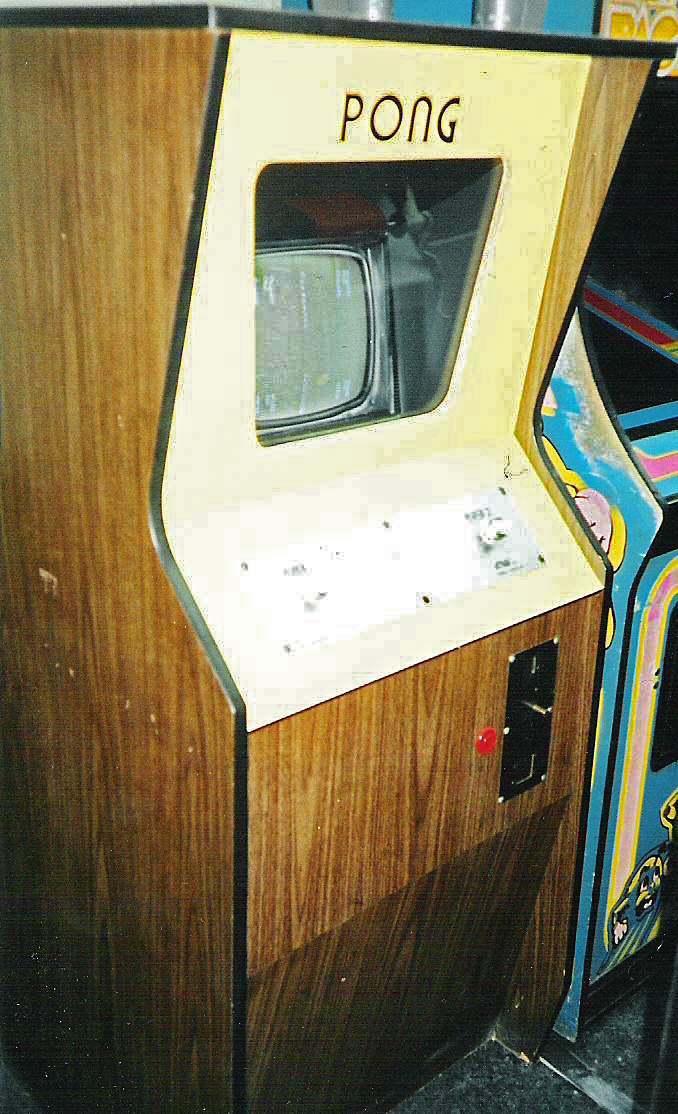
La borne d'arcade originale Pong.

Bushnell et Dabney quittent Nutting Associates et forment leur propre entreprise nommée Syzygy Engineering (également appelé simplement Syzygy), puis embauchent rapidement Al Alcorn pour être leur premier ingénieur en conception. Le projet initial est de démarrer la production de Syzygy par un jeu vidéo de course automobile, mais Bushnell a peur que la tâche soit trop difficile pour le premier jeu du jeune Alcorn. En mai 1972, Bushnell assiste à une démonstration de la première console de jeux vidéo de l’histoire, l'Odyssey de Magnavox, sur laquelle fonctionne notamment un jeu de tennis. Allan Alcorn déclare que Bushnell lui demande de produire une version arcade de ce jeu de tennis,,, qui s'appellera Pong. Plus tard, Atari est obligé de payer des droits de licence, après que Magnavox réclame en justice réparation pour la copie de son jeu,.
Quand Bushnell et Dabney décident d'incorporer leur entreprise, ils s'aperçoivent rapidement que le terme Syzygy (un terme astronomique, en français syzygie) est déjà utilisé par une autre entreprise californienne. Bushnell pense à plusieurs termes issus du jeu de go, et choisi finalement atari (当たり), un terme qui dans ce jeu signifie qu'une pierre ou un groupe de pierres sont dans le danger imminent d'être capturés par l'adversaire. On dit également que le nom Atari vient du film préféré de Nolan Bushnell, Hatari ! de Howard Hawks avec John Wayne. Atari est incorporé le 27 juin 1972. Le logo d'Atari, dessiné par George Opperman, est déposé le 1er juin 1973. Version stylisée de la lettre "A", il symbolise également le jeu Pong, et ses 2 joueurs face à face. On dira plus tard qu'il est une représentation stylisée du Mont Fuji, d'où son surnom de logo "Fuji".
En août 1972, la première borne d'arcade Pong est prête, constituée d'un écran de télévisions noir et blanc de chez le drugstore Walgreens, un système d’arcade spécial et le monnayeur d'une machine à laver d'une laverie situé sur le côté, avec à l'intérieur une brique de lait (vide) permettant de recueillir les pièces de monnaie. Elle est placée dans un bar du nom d'Andy Capp's, à Sunnyvale en Californie, dans le but de tester sa viabilité.
Quand le jeu commence à dysfonctionner quelques jours plus tard et qu'Alcorn va réparer la machine, il est attendu par une file de clients qui attend l'ouverture du bar pour pouvoir jouer au jeu. Après vérification, la panne s'avère mineure, le réservoir de pièces est plein et chaque nouvelle pièce ajoutée fait disjoncter le monnayeur.

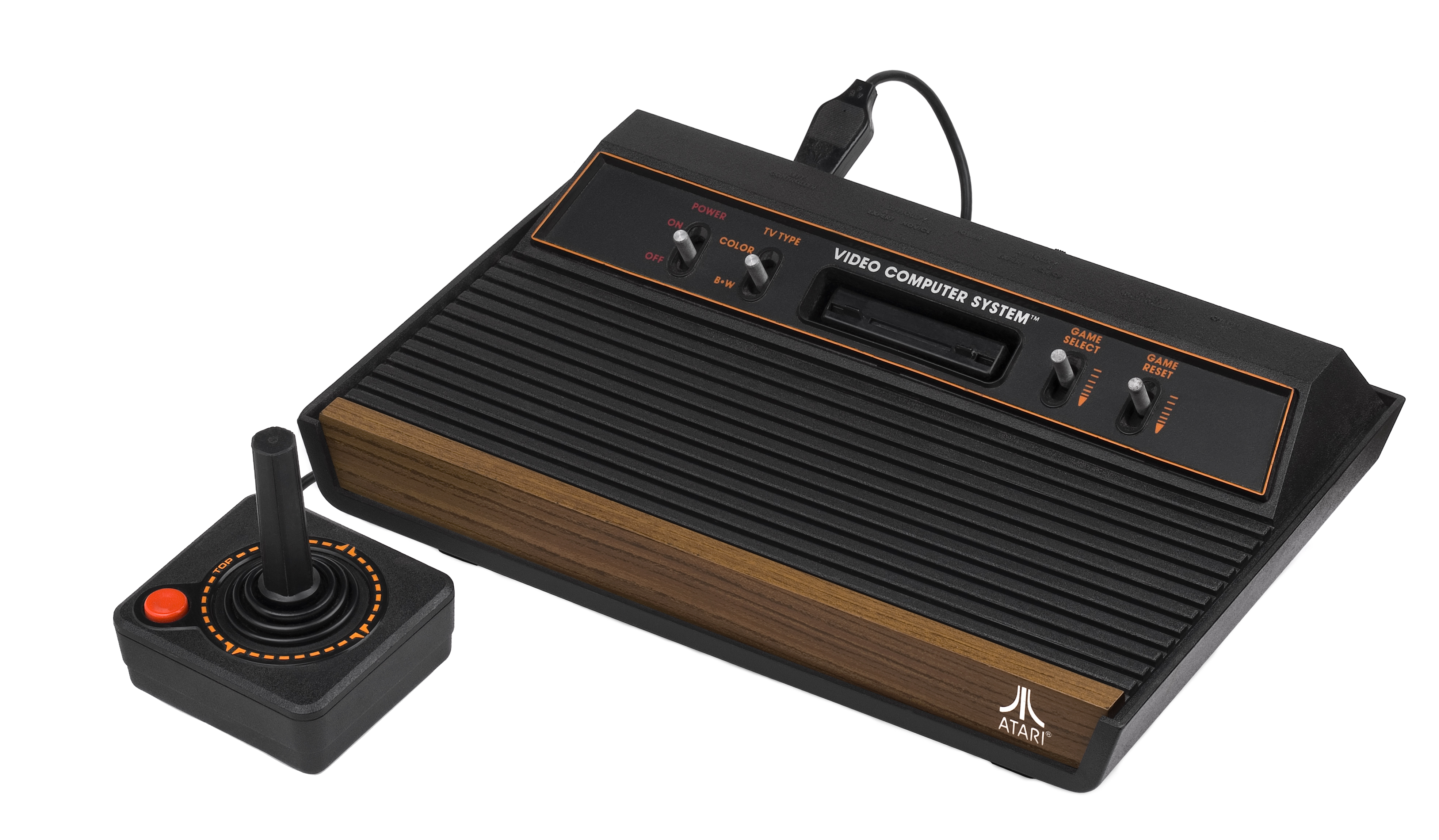
Troisième version du Video Computer System, vendu de 1980 à 1982.

Bushnell et Ted Dabney engagent des discussions pour éditer Pong avec Nutting Associates et plusieurs autres entreprises, mais aucun accord n'est trouvé. Ils décident alors de produire et commercialiser la borne seuls, via Atari Inc. qui est alors transformé en entreprise de conception et production de borne d’arcade.
Le second jeu Atari est Space Race, lancé le 16 juillet 1973. Ted Dabney, inquiet par la montée de la concurrence, se désengage de la société. En 1973, Atari monte secrètement une entreprise prétendument concurrente appelée Kee Games, dirigé par Joe Keenan, dont le but est de circonvenir l'insistance des distributeurs de flippers au sujet des accords de distribution exclusifs. Atari et Kee Games peut alors distribuer le même jeu à différents distributeurs, chacun ayant un accord de distribution exclusif. Alors que les relations entre Atari et Kee Games sont découvertes en 1974, Joe Keenan devient président d'Atari, sur la base de son excellent travail au sein de la filiale Kee Games,,.
En 1975, Bushnell lance un projet de console de jeux vidéo flexible, capable de faire fonctionner les quatre jeux Atari existant à l'époque. Le développement prend place dans laboratoire d'ingénierie filiale du groupe, qui a au départ de gros problèmes pour produire une telle machine. Cependant au début de l'année 1976, MOS Technology commercialise le processeur MOS Technology 6502, qui pour la première fois est capable de performances élevées à un prix abordable, ce qui répond aux attentes d'Atari. Finalement, l'Atari 2600 est commercialisée en octobre 1977 sous l'appellation Video Computer System, et devient une des consoles ayant eu le plus importants succès commercial de l'histoire.

### Sous la holding de Warner Communications
Bushnell sait qu'il tient un nouveau succès, mais que mettre la machine sur le marché serait extrêmement coûteux. En 1976, Bushnell vend Atari à Warner Communications pour un montant estimé entre 28 et 32 millions de dollars américains. Il utilise notamment l'argent pour acheter le château des Folger (en), puis quitte l'entreprise en 1978.

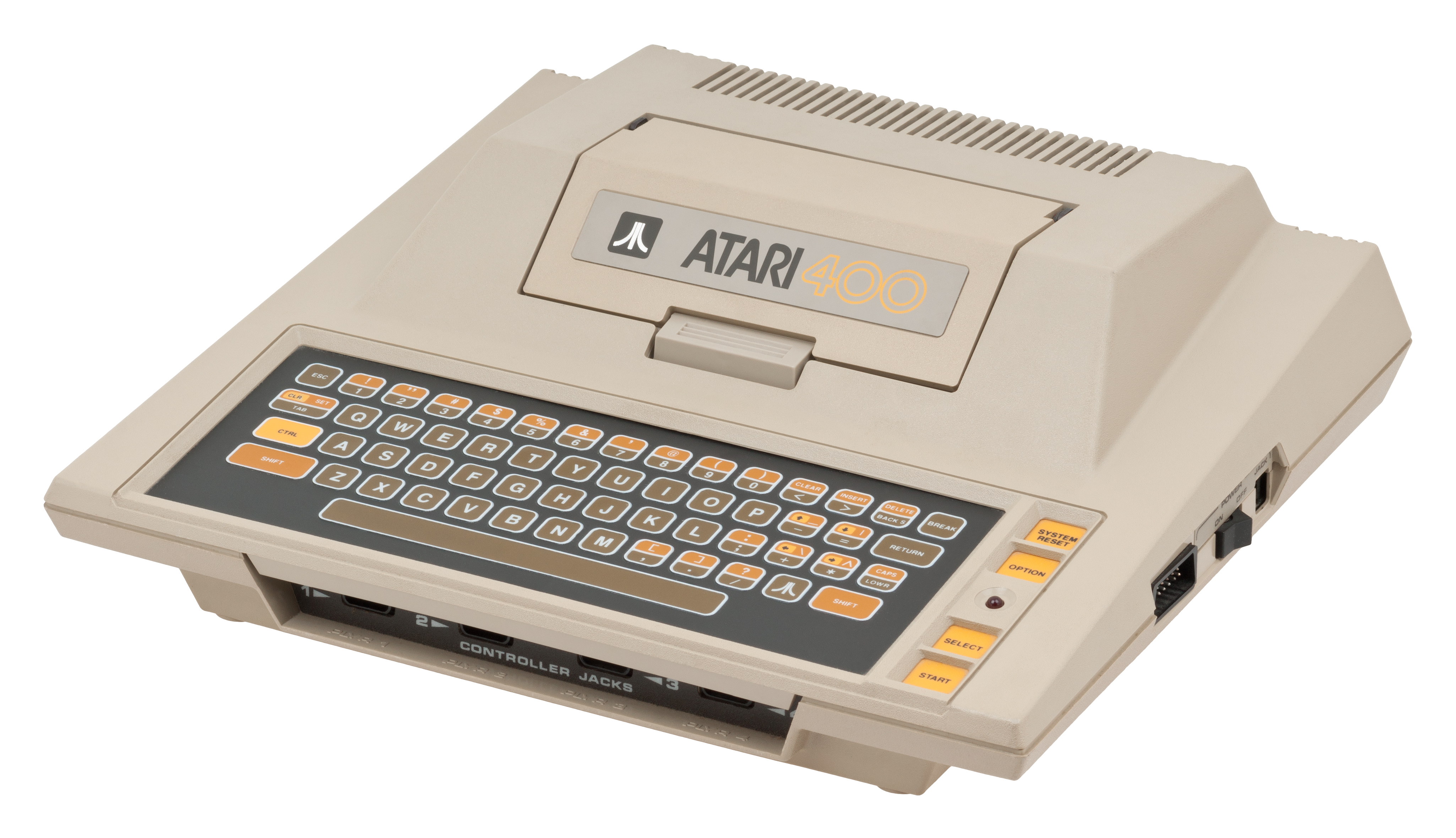
L'Atari 400 est commercialisé en 1979

Dès que l'Atari 2600 est mise sur le marché, Atari se met à travailler sur un projet qui remplacera la première console. L'équipe originale de développement estime que la durée de vie de la 2600 sera de trois ans et décide de construire la machine la plus puissante qu'elle peut dans ce laps de temps. Cependant, au milieu du développement, l'informatique domestique connait un essor important et le nouveau système est donc adapté à cette révolution, notamment par l'adjonction d'un clavier. Le système créé est l'Atari 800, et sa déclinaison, l'Atari 400. Ces ordinateurs, qui s'avèrent comporter plusieurs problèmes deviennent moins intéressants pour certains utilisateurs que l'Apple II. Cependant, ils obtiennent quand même un succès relatif et sont disponibles en grande quantité en 1980.
Atari obtient finalement ses plus grands succès lorsqu'elle est filiale de Warner Communications, en vendant des millions de consoles Atari 2600 et d'ordinateurs. À son apogée, Atari représente un tiers du revenu annuel de Warner Communications, et l'entreprise américaine dotée de la plus forte croissance dans l'histoire des États-Unis à l'époque.
L'Atari 2600 se taille la part du lion dans le marché du jeu vidéo de salon, mais rencontre cependant une vive concurrence en 1980 de la part de Mattel avec sa console Intellivision, notamment avec des publicités vantant ses capacités graphiques supérieures à la 2600. Pourtant, l'Atari 2600 reste le porte-étendard de l'industrie vidéoludique américaine, en partie grâce à sa position prédominante sur le marché et grâce à sa ludothèque proposant de loin la plus grande variété de jeux disponibles.
Cependant, Atari rencontre des problèmes au début des années 1980. Ses divisions informatique domestique, console de jeu vidéo, et arcade fonctionnent indépendamment les unes des autres et ne coopèrent que rarement. La section console de jeux croît, puis dépasse les ventes de la section arcade, mais considère la division informatique comme une menace, car l'entreprise a mauvaise réputation dans l'industrie. Un distributeur raconte à InfoWorld au début de l'année 1984 qu'Atari a totalement ruiné son entreprise, mais également tous les indépendants. Un dirigeant d'une des entreprises travaillant avec Atari déclare sous anonymat :

« Il y avait tellement de dialogues menaçants, de cris et vociférations, c'est incroyable qu'une entreprise américaine puisse se conduire de la façon dont Atari s'est conduit. Atari a utilisé les menaces, l'intimidation et le harcèlement. C'est incroyable que tout ceci ait été fait. Beaucoup de gens ont quitté Atari. Les gens étaient incroyablement rabaissés et humiliés. Nous ne ferons plus jamais des affaires avec eux. »

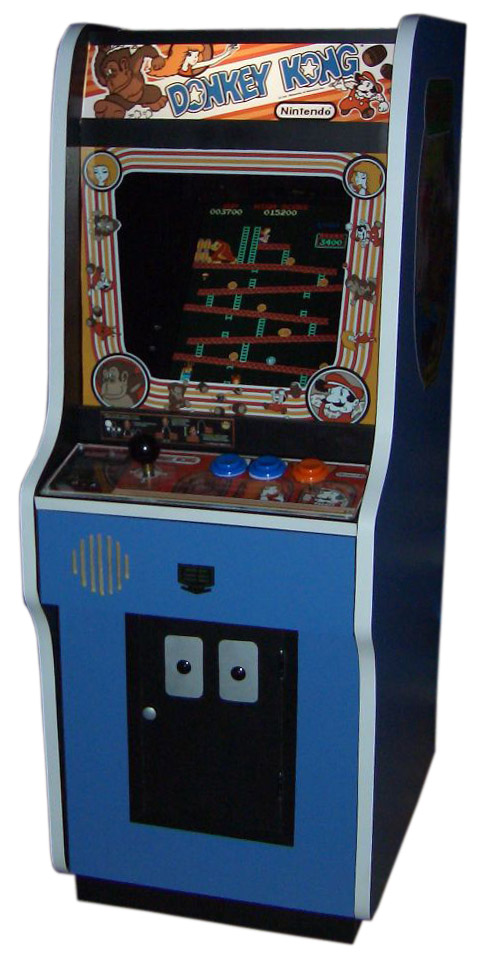
Donkey Kong en borne d'arcade.

Le journaliste spécialisé dans l’informatique John J. Anderson déclare au début de l'année 1984 qu'Atari n'a jamais fait d'argent dans les micro-ordinateurs :

« Beaucoup des gens de chez Atari avec lesquels j'ai parlé entre 1980 et 1983 n'avaient peu ou même pas idée de ce que pouvaient être les produits qu'Atari pouvait vendre, ou si ces produits intéressaient quelqu'un. En un mot, nous subissions de la mésinformation et désinformation sur une base effroyablement régulière, de la part de quelqu'un de haut placé, supposément responsable de tout le relationnel concernant les systèmes informatiques. Ceci semble avoir été endémique chez Atari à l'époque. »

À cause d'une compétition féroce et une guerre des prix sur le marché des jeux vidéo sur console et des ordinateurs personnels, Atari ne parvient jamais à rééditer le succès obtenu avec sa console Atari 2600. D'autre part, Atari cumule plusieurs revers :
- En 1982, Atari édite des versions décevantes de deux jeux très médiatisés, Pac-Man et E.T. the Extra-Terrestrial, qui vont remplir les stocks d'invendus d'Atari et provoquer une baisse des prix. En 1983, en réponse à un nombre massif de retours depuis les distributeurs, Atari met au rebut plusieurs centaines de milliers de cartouches de jeux dans une décharge, dont les deux titres problématiques, afin de réduire ses stocks et bénéficier d'allègements fiscaux[25] ;
- En 1983, le CEO d'Atari Ray Kassar est poursuivi pour délit d'initié lié à la vente d'actions Atari quelques minutes avant l'annonce des résultats décevants en décembre 1982. Un accord avec la Securities and Exchange Commission est trouvé pour 81,875 millions de dollars américains, sans retenir ou rejeter les charges contre Kassar[26] ;
- Larry Emmons, le numéro trois de chez Atari quitte la maison en 1982. Il était à la tête du secteur recherche et développement du petit groupe d'ingénieurs talentueux qui a conçu l'Atari 2600 et les ordinateurs personnels ;
- La console Atari 5200, lancée dans le commerce en tant que nouvelle génération de console, en réalité basé sur l'ordinateur Atari 800, mais non compatible avec les logiciels et jeux de ce dernier, ne rencontre pas le succès escompté par Atari.

Ces difficultés sont suivies par le krach du jeu vidéo de 1983, qui provoque une perte de plus de 500 millions de dollars pour Atari.
Le prix de l'action Warner Communications dégringole de 60 dollars à 20 dollars, ce qui pousse Warner Communications à chercher des repreneurs pour ses filiales en difficulté. Alors que Texas Instruments quitte le marché l'informatique domestique en novembre 1983, beaucoup croient qu'Atari sera la prochaine entreprise à rendre l'âme.
Pourtant, Atari garde une position exceptionnelle sur le marché du jeu vidéo, et reste le premier fabricant de console de jeux vidéo dans le monde (sauf au Japon). Cependant en 1983, une entreprise japonaise de jeu vidéo appelée Nintendo lance sa première console de jeux vidéo appelée Famicom, connue plus tard dans le monde sous le nom de NES. Avec la volonté de vendre sa console sur le marché international, Nintendo approche Atari pour proposer une licence permettant à Atari de construire la console et de la vendre tout en payant des droits d'auteur à Nintendo. Un accord est à l'étude en 1983 et les deux entreprises décident de signer un accord provisoire lors du consumer Electronics Show de juin 1983. Cependant à la même époque, Coleco présente son nouvel ordinateur Coleco Adam, sur lequel fonctionne Donkey Kong. Kassar est alors furieux car Atari possède les droits pour publier Donkey Kong sur ordinateurs. Il accuse donc Nintendo de double accord commercial au sujet de la licence de Donkey Kong. Nintendo coupe ses relations avec Coleco, dans la mesure où Coleco ne possède que les droits pour éditer le jeu sur console. Toutefois, Coleco conserve alors le droit de prétendre à l'édition du jeu, puisqu'Atari ne possède que les droits pour éditer le jeu sur disquette alors que la version Adam est sur support cartouche. Durant le mois qui suit Ray Kassar est forcé de quitter Atari, ce qui a pour conséquence d'obliger à recommencer les discussions à zéro au sujet de la production de la Famicom par Atari - accord qui finalement ne se fait pas -.

### Scission d'Atari Inc.
James J. Morgan est nommé à la place de Kassar lors du Labor Day 1983. Morgan déclare « Une entreprise ne peut avoir sept présidents. », son but est de mieux réintégrer les divisions de l'entreprise pour en finir avec « les fiefs et les politiques et toutes les choses qui ont causé les problèmes » avec qu'il quitte l'entreprise. Morgan dispose de moins d'une année pour essayer de régler les problèmes d'Atari avant son départ.
En juillet 1984, Warner Communications vend la division console de jeux vidéo et la division informatique à Jack Tramiel, le fondateur récemment évincé du concurrent d'Atari Commodore International. Tramiel acquiert les deux divisions pour 240 millions de dollars en actions de la nouvelle entreprise nommée Atari Corporation dans laquelle sont regroupées les divisions.
Warner Communications conserve la division arcade qui est renommée Atari Games, puis finalement la revend en 1985 à Namco. Warner Communications vend la division Ataritel à Mitsubishi Electric.

## Liste de jeux
- Pong ;
- Breakout ;
- Atari 2600 ;
- Atari Video Music (en) ;
- Atari 5200 ;
- Atari 8-bit.

## Galerie visuelle

Ordinateurs
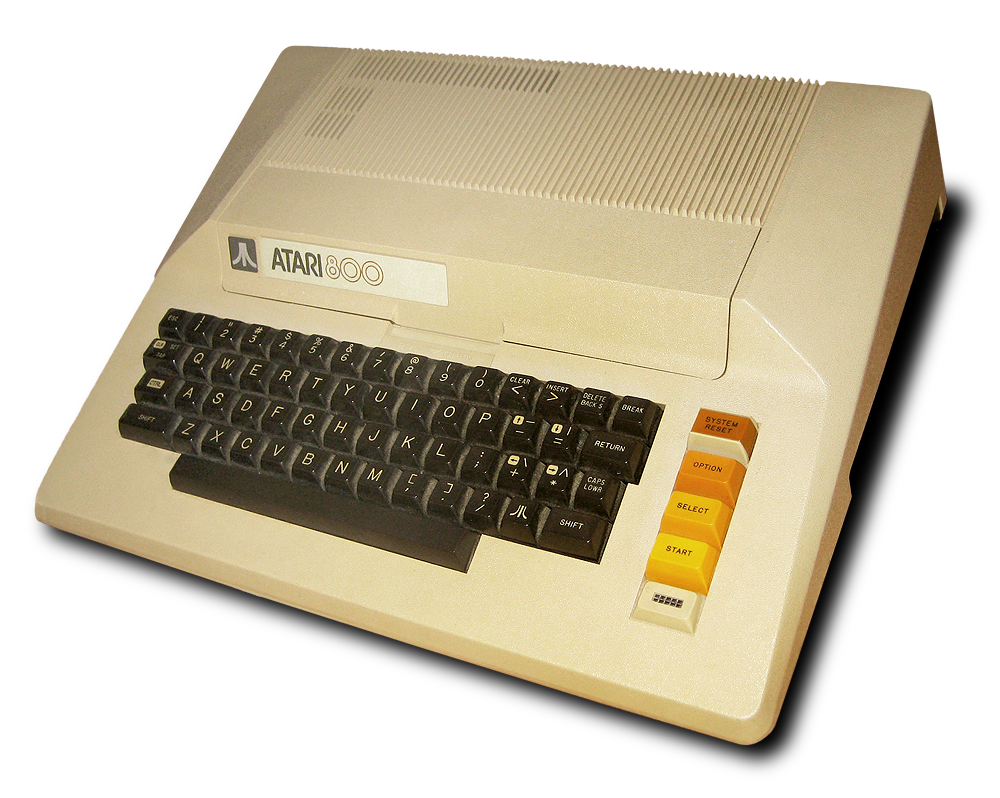
Atari 800
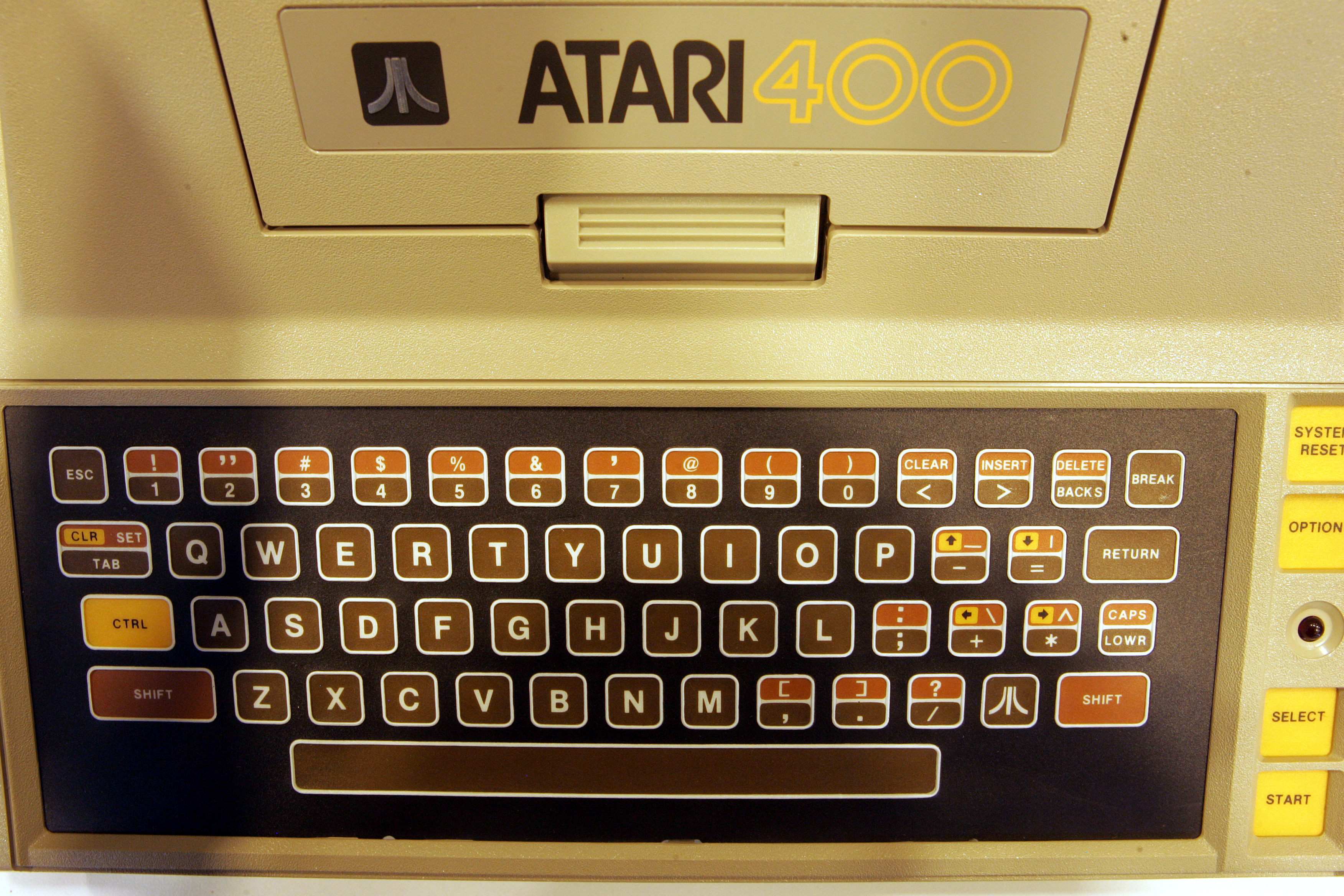
Atari 400
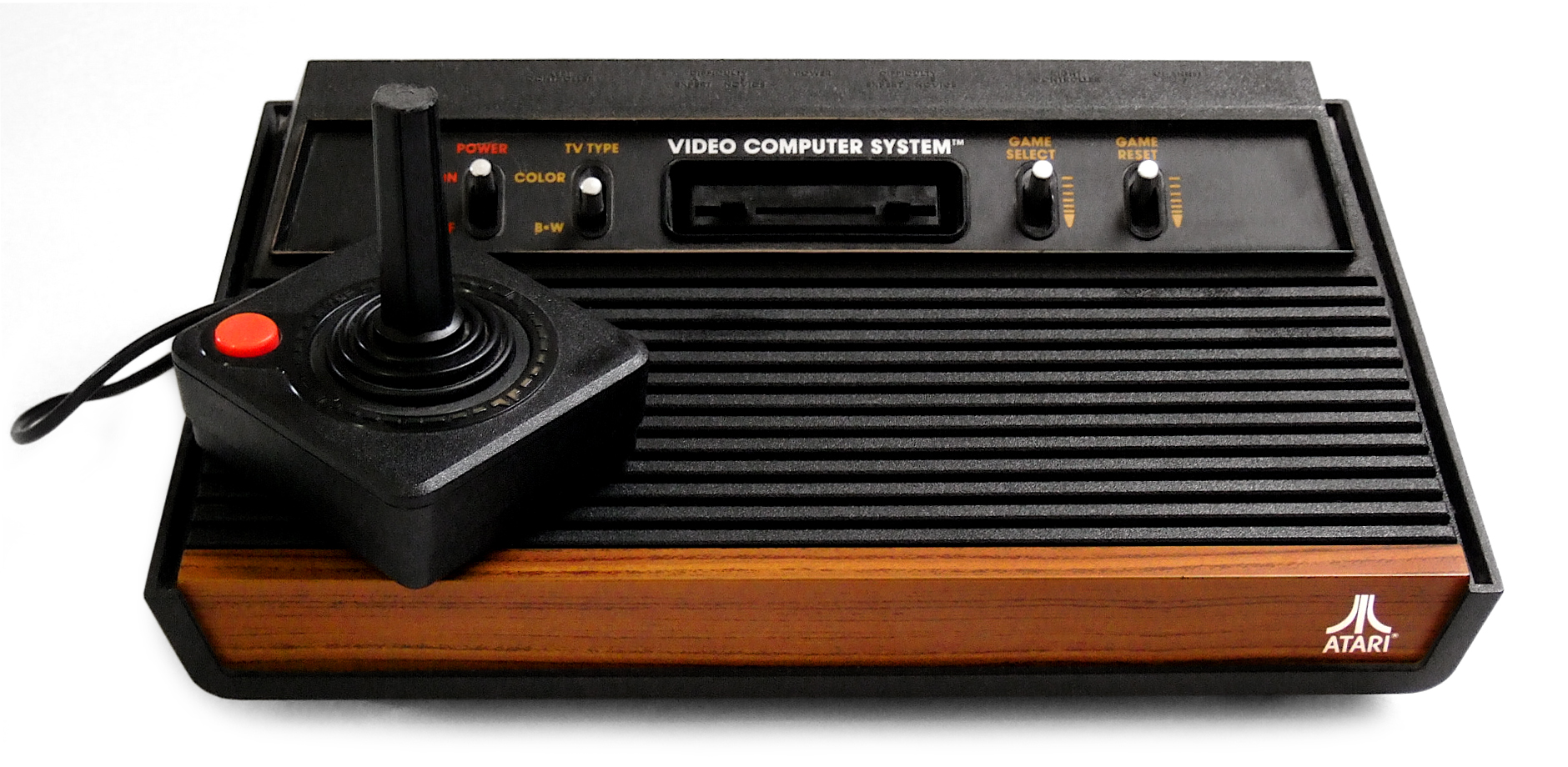
Atari 2600
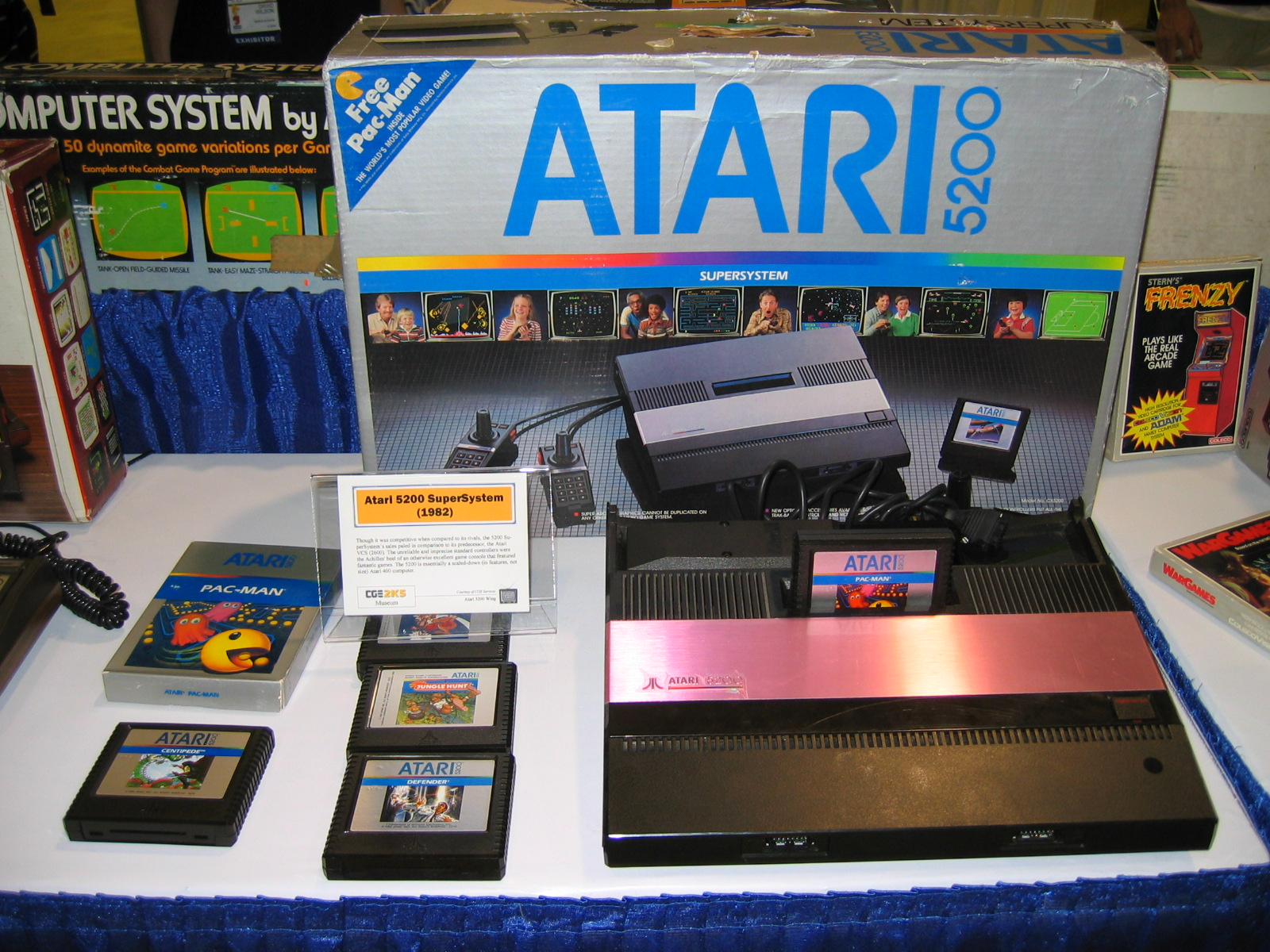
Atari 5200
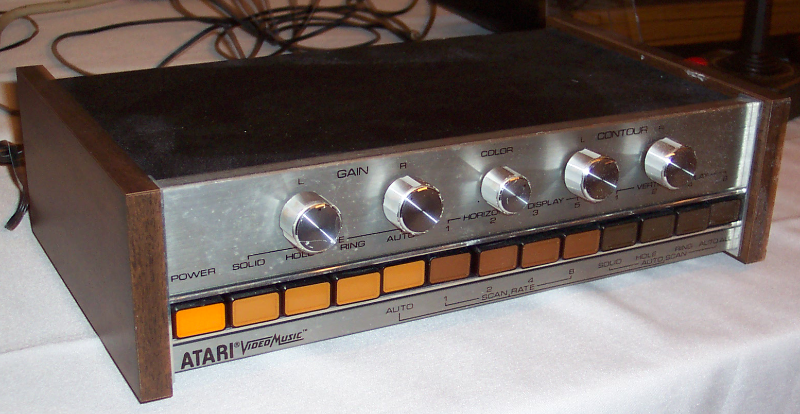
Atari Video Music (en)